# Belmiro de Azevedo

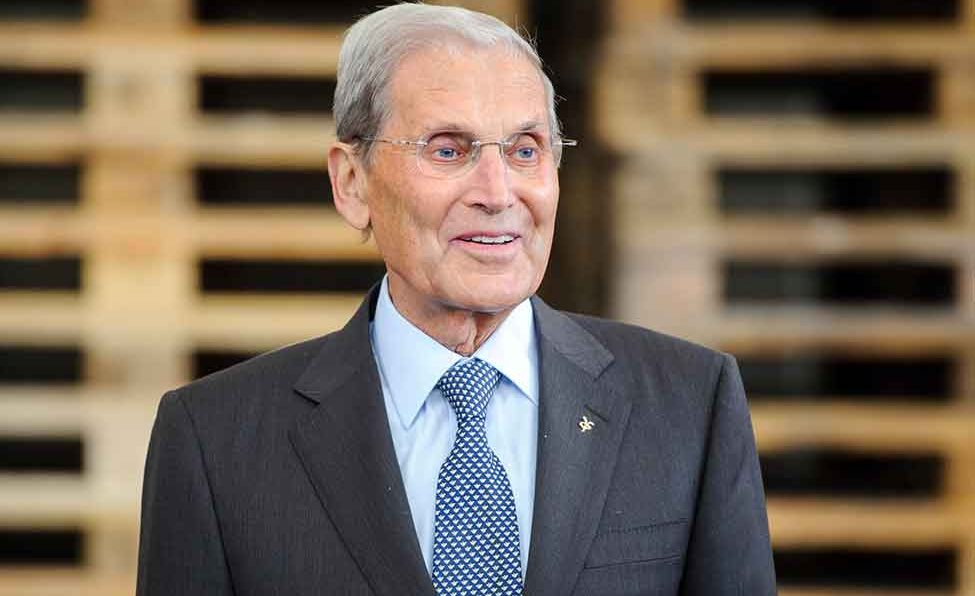
Belmiro de Azevedo, 2017

Belmiro Mendes de Azevedo (* 17. Februar 1938 in Tuías, Marco de Canaveses, Nordportugal; † 29. November 2017 in Porto) war ein portugiesischer Unternehmer und Präsident der Sonae-Gruppe. Er gehörte zu den reichsten Portugiesen.

## Leben
Belmiro de Azevedo wurde als Sohn eines Schreiners und einer Näherin in einem nordportugiesischen Dorf geboren. Er studierte Chemieingenieurwesen und schloss sein Studium an der Universität Porto 1963 ab. Zwischen 1973 und 1995 ergänzte er seine universitäre Ausbildung an der Harvard Business School, der Stanford University, der Wharton School und der University of California durch Studien zu den Themen Führungskräfteentwicklung, Finanzmanagement, Strategisches Management und strategische Globalisierung.
Noch als Student wurde er von einem Textilunternehmen als Techniker angeworben. 1965 wechselte er zu Sonae (Sociedade Nacional de Estratificados), damals ein junges Unternehmen der Holzverarbeitung, und agierte zunächst als Direktor für Forschung und Entwicklung, dann von 1967 bis 1983 als CEO. Nach dem Tod des Sonae-Gründers Afonso Pinto Magalhães übernahm Azevedo im Jahr 1984 die Mehrheit am Unternehmen. Er baute fortan einen Konzern auf, der im Jahr 2006 mit 4,3 Milliarden Euro Umsatz und mehr als 400 Millionen Euro Gewinn vor Steuern abschloss. 2017 betätigte sich Sonae vor allem  im Einzelhandel und Immobiliensektor (insbesondere Einkaufszentren) sowie in den Bereichen Finanzdienstleistungen, Technologie und Telekommunikation. Forbes schätzte Azevedos Nettovermögen 2017 auf 1,5 Milliarden US-Dollar. Er galt damit als einer der reichsten Personen Portugals.
Die Universität Porto zeichnete Belmiro de Azevedo, der in verschiedenen Ausschüssen und Beratungsgremien portugiesischer Universitäten mitwirkte, mit der Ehrendoktorwürde aus.
Er war mit der Apothekerin Maria Margarida Carvalhais Teixeira verheiratet. Das Paar hatte drei Kinder; sein Sohn Paulo Azevedo wurde sein Nachfolger in der Unternehmensleitung.